# Fortitudo Pallacanestro Bologna 2004-2005
Questa voce raccoglie le informazioni riguardanti la Fortitudo Pallacanestro Bologna nelle competizioni ufficiali della stagione 2004-2005.

## Stagione
La stagione 2004-2005 della Fortitudo Pallacanestro Bologna sponsorizzata Climamio, è la 31ª nel massimo campionato italiano di pallacanestro, la Serie A.
All'inizio della nuova stagione la Lega Basket decise di modificare il regolamento riguardo al numero di giocatori extracomunitari consentiti per ogni squadra che così passò a tre.
La Fortitudo Bologna, ha disputato il massimo campionato nazionale giungendo al secondo posto e vincendo i play-off, e dunque il secondo scudetto della sua storia, contro l'Olimpia Milano in gara 4; grazie alla convalida di un canestro allo scadere dopo l’utilizzo dell'instant replay.  Si trattava della quinta finale consecutiva per la Fortitudo. In Coppa Italia si fermò ai quarti di finale, mentre in Eurolega, la società bolognese raggiunse la Top 16, denominazione della seconda fase a gironi; in cui giunse terza nel gruppo F. La sponsorizzazione fu per il primo anno Climamio.

## Roster
Aggiornato al 16 dicembre 2021.
| Climamio Fortitudo Bologna 2004-2005 | Climamio Fortitudo Bologna 2004-2005 |
| Giocatori                            | Staff tecnico                        |
| ------------------------------------ | ------------------------------------ |

| N. | Naz.                                       | Ruolo | Nome                | Anno | Alt.   | Peso   |  |
| -- | ------------------------------------------ | ----- | ------------------- | ---- | ------ | ------ |  |
| 4  | Stati Uniti (bandiera) · Italia (bandiera) | C     | Phillip Ramelli     | 1981 | 209 cm | 107 kg |  |
| 4  | Stati Uniti (bandiera)                     | C     | Amal McCaskill      | 1973 | 211 cm | 107 kg |  |
| 4  | Italia (bandiera)                          | P     | Rodolfo Rombaldoni  | 1976 | 193 cm | 94 kg  |  |
| 5  | Italia (bandiera)                          | PG    | Gianluca Basile (C) | 1975 | 191 cm | 90 kg  |  |
| 6  | Italia (bandiera)                          | A     | Stefano Mancinelli  | 1983 | 203 cm | 97 kg  |  |
| 7  | Italia (bandiera)                          | AG    | Simone Cotani       | 1981 | 201 cm | 105 kg |  |
| 8  | Slovenia (bandiera)                        | AG    | Matjaž Smodiš       | 1979 | 205 cm | 110 kg |  |
| 9  | Italia (bandiera)                          | G     | Marco Belinelli     | 1986 | 195 cm | 85 kg  |  |
| 11 | Croazia (bandiera) · Germania (bandiera)   | C     | Dalibor Bagarić     | 1980 | 216 cm | 126 kg |  |
| 12 | Italia (bandiera)                          | P     | Gianmarco Pozzecco  | 1972 | 180 cm | 74 kg  |  |
| 13 | Serbia e Montenegro (bandiera)             | P     | Miloš Vujanić       | 1980 | 190 cm | 85 kg  |  |
| 14 | Slovacchia (bandiera)                      | AG    | Martin Rančík       | 1978 | 205 cm | 100 kg |  |
| 15 | Slovenia (bandiera)                        | AC    | Erazem Lorbek       | 1984 | 208 cm | 110 kg |  |
| 16 | Italia (bandiera)                          | P     | Alessandro Piazza   | 1987 | 173 cm | 70 kg  |  |
| 17 | Italia (bandiera)                          | AG    | Alberto Chiumenti   | 1987 | 202 cm | 98 kg  |  |
| 18 | Italia (bandiera)                          | GA    | Riccardo Cortese    | 1986 | 197 cm | 88 kg  |  |
| 20 | Stati Uniti (bandiera) · Panama (bandiera) | G     | Rubén Douglas       | 1979 | 193 cm | 90 kg  |  |

| Allenatore                                                                                   |
| - Jasmin Repeša                                                                              |
| Assistente/i                                                                                 |
| - Roberto Breveglieri - Filippo Palumbi Legenda - (C) Capitano - (IN) Inattivo - Infortunato |

## Mercato

### Sessione estiva
| Acquisti | Acquisti           | Acquisti         | Acquisti      | Acquisti |
| R.       | Nome               | da               | Modalità      |          |
| -------- | ------------------ | ---------------- | ------------- | -------- |
| G        | Rubén Douglas      | Paniōnios        | definitivo    |          |
| AG       | Martin Rančík      | Olimpia Milano   | definitivo    |          |
| C        | Dalibor Bagarić    | Olympiakos       | definitivo    |          |
| P        | Gennaro Sorrentino | FuturVirtus      | fine prestito |          |
| C        | Phillip Ramelli    | Samford Bulldogs | definitivo    |          |
| P        | Robert Fultz       | Pall. Roseto     | fine prestito |          |

| Cessioni | Cessioni              | Cessioni          | Cessioni       | Cessioni |
| R.       | Nome                  | a                 | Modalità       |          |
| -------- | --------------------- | ----------------- | -------------- | -------- |
| G        | A.J. Guyton           | Virtus Bologna    | fine contratto |          |
| AC       | Hanno Möttölä         | V.L. Pesaro       | fine contratto |          |
| AP       | Carlos Delfino        | Detroit Pistons   | fine contratto |          |
| AC       | Haris Mujezinović     | Lietuvos rytas    | fine contratto |          |
| C        | Tomas Van Den Spiegel | Virtus Roma       | fine contratto |          |
| G        | Patricio Prato        | Scandone Avellino | fine contratto |          |
| P        | Gennaro Sorrentino    | Basket Cecina     | prestito       |          |
| P        | Robert Fultz          | Basket Livorno    | prestito       |          |

### Dopo l'inizio della stagione
| Acquisti | Acquisti           | Acquisti    | Acquisti      | Acquisti   |
| R.       | Nome               | da          | Data          | Modalità   |
| -------- | ------------------ | ----------- | ------------- | ---------- |
| C        | Amal McCaskill     | Free agent  | novembre 2003 | definitivo |
| AG       | Simone Cotani      | Free agent  | dicembre 2003 | definitivo |
| P        | Rodolfo Rombaldoni | Aurora Jesi | febbraio 2005 | definitivo |

| Cessioni | Cessioni           | Cessioni       | Cessioni      | Cessioni    |
| R.       | Nome               | a              | Data          | Modalità    |
| -------- | ------------------ | -------------- | ------------- | ----------- |
| C        | Phillip Ramelli    | Dinamo Sassari | dicembre 2003 | rescissione |
| C        | Amal McCaskill     | Free agent     | dicembre 2003 | rescissione |
| P        | Gianmarco Pozzecco | Saragozza      | aprile 2005   | rescissione |